# Симеон (Злокович)
Епи́скоп Симео́н (в миру Любомир Злокович, серб. Љубомир Злоковић; 7 апреля 1911, Биела — 27 ноября 1990, Карловац) — епископ Сербской православной церкви, епископ Горнокарловацкий.

## Биография
Окончил Цетинскую духовную семинарию, а затем Богословский факультет Белградского университета. После окончания учёбы в Белграде уехал в Берлин, где до начала Второй мировой войны изучал философию и богословие. Ещё будучи студентом писал и публиковал труды из области религиозной философии, а впоследствии и из истории Сербской православной церкви.
По возвращении на родину был назначен суплентом гимназии в Ягодине. После прохождения профессорского экзамена становится законоучителем в мужской гимназии и Второй торговой академии в Белграде.
8 марта 1940 года в Монастыре Раковица был пострижен в монашество с именем Симеон. 7 апреля того же года был рукоположён в сан диакона, а 21 ноября того же года в Соборной церкви в Белграде — в сан иеромонаха.
В 1945 году стал синкелом, а в 1947 году — протосинкелом.
C открытием Семинарии святого Саввы в монастыре Раковици в 1949 году Священный Синод поставил его главой этой школы, которую он организовал вместе в условиях огромного напряжения во время гонений на Церковь и больших материальных трудностей.
12 июня 1951 года решением Архиерейского Собора избран епископом Горнокарловацким. Его хиротония состоялась 29 июля того же года в Белграде. Одновременно назначен администратором (временным управляющим) Далматинской епархии, которой он управлял до 1959 года.
Епископ Симеон встал во главе совершенно разорённой епархии. Не было епископского двора, богослужения можно было совершать лишь в 20 храмах, в клире епархии было всего 14 священников. Во многих местах этой некогда крупнейшей епархии Каловацкой митрополии церковная жизнь почти полностью замерла. Многие храмы лежали в руинах. То, что было не порушено во время Второй мировой войны, порушено после войны. Около сорока храмов в этой епархии порушено после 1944 года. Все это не обескуражило смелого, решительного, трудолюбивого и самоотверженного епископа Симеона. С помощью сербов, живущих за рубежом, особенно в Америке и Канаде, он приступил к восстановлению разрушенных храмов. Всем миром стали был восстановлен Монастырь Гомирье, единственный монастырь в епархии.
К 1986 году благодаря его трудам существовало 142 прихода и ок. 50 священников окормляли верующих.
В начале 1990 года оказал помощь в создании Сербского культурно-художественного общества «Савва Мркаль» в городке Топуско (Хорватия).
Скончался 27 ноября 1990 года в Карловаце и был похоронен в гробнице епископа Лукиана (Мушицкого) на Карловацком кладбище.
В 2008 году улица Новая 25 в Бусияме, пригородном районе Белграда, была названа в честь епископа Симеона Злоковича.
28 ноября 2010 года на 20-ю годовщину его смерти, согласно завещанию покойного, останки епископа Симеона были перенесены в Монастырь Гомирье и похоронены на монастыре кладбище.